# Ludvig 16. af Frankrig
Ludvig 16. af Frankrig (fransk: Louis XVI; født som Louis-Auguste, også kaldet Louis Capet) (23. august 1754 – 21. januar 1793) var konge af Frankrig og Navarra fra 10. maj 1774 til 1792.
Ludvig var sønnesøn af Ludvig 15.. Hans far, der også hed Ludvig, døde i 1765).

## Ægteskab
16. maj 1770 blev han gift med ærkehertuginde Marie-Antoinette af Østrig, datter af kejserinde Maria Theresia af Østrig og kejser Frans 1. Stefan (Tysk-romerske rige).

## Regering
Ludvig savnede erfaring og autoritet, og hans regering prægedes af mislykkede reformforsøg og voksende økonomisk krise, ligesom hans hustru Marie Antoinette blev yderst upopulær ved sin ødselhed.

## Den franske revolution
I 1791 forsøgte kongen og hans familie at flygte ud af Paris for at igangsætte en modrevolution. De blev dog pågrebet i den lille by Varennes og blev ført tilbage til Paris og Kongefamilien blev indespærret i Tuilerierne.
I august 1792 blev Ludvig erklæret for afsat og han og hans familie blev fængslet i Le Temple
Både Ludvig 16. og Marie Antoinette blev offentligt henrettet i guillotinen, Ludvig først og Marie-Antoinette ni måneder senere.

## Børn
Ludvig 16. og Marie Antoinette fik fire børn, hvoraf kun et nåede voksenalder:
1. Marie Thérèse Charlotte af Frankrig (19. december 1778 – 1851), fængslet under revolutionen, udvekslet med østrigske fanger.
2. Louis Joseph Xavier François af Frankrig (22. oktober 1781 – 4. juni 1789), død af tuberkulose.
3. Louis Charles af Frankrig (27. marts 1785 – 8. juni (ca.) 1795), kaldet Ludvig 17. Fængslet og død i fængslet af tuberkulose.
4. Marie Sophie Hélène Beatrix af Frankrig (9. juli 1786 – 19. juni 1787).